# Leptanthura glacialis
Leptanthura glacialis är en kräftdjursart som beskrevs av Hodgson 1910. Leptanthura glacialis ingår i släktet Leptanthura och familjen Leptanthuridae. Inga underarter finns listade i Catalogue of Life.